# Kvarntjärnen (Kalls socken, Jämtland, 709765-135002)
Kvarntjärnen är en sjö i Åre kommun i Jämtland och ingår i Indalsälvens huvudavrinningsområde. Kvarntjärnen ligger i Skäckerfjällen Natura 2000-område.